# Head Above Water (canção)
"Head Above Water" é uma canção gravada pela cantora e compositora canadense Avril Lavigne, que está contida em seu sexto álbum de estúdio homônimo com lançamento previsto para 2019. Na canção, Avril fala sobre sua batalha contra a Doença de Lyme, e dos momentos difíceis que passou enquanto estava doente de cama. A canção, escrita por Lavigne, Travis Clark, e Stephan Moccio, e produzida pelo ultimo, foi lançada como o primeiro single do álbum em 19 de setembro de 2018, pela BMG.

## Antecedentes e lançamento
Em 25 de dezembro de 2016, Avril Lavigne anunciou através de sua conta no Instagram que estava trabalhando em novas canções para seu próximo álbum de estúdio. Em agosto de 2018, Lavigne começou a disponibilizar teasers do lançamento em suas mídias sociais, usando fotos da gravação de um videoclipe.

## Vídeo musical
O vídeo musical de "Head Above Water" foi filmado na Islândia e dirigido pelo produtor Elliott Lester e foi lançado em 27 de setembro de 2018 na plataforma YouTube no canal oficial de Avril.

## Performances
Avril cantou a faixa ao vivo pela primeira vez no late-night talk show Jimmy Kimmel Live! em 26 de setembro de 2018.